# Обернений до неба перець

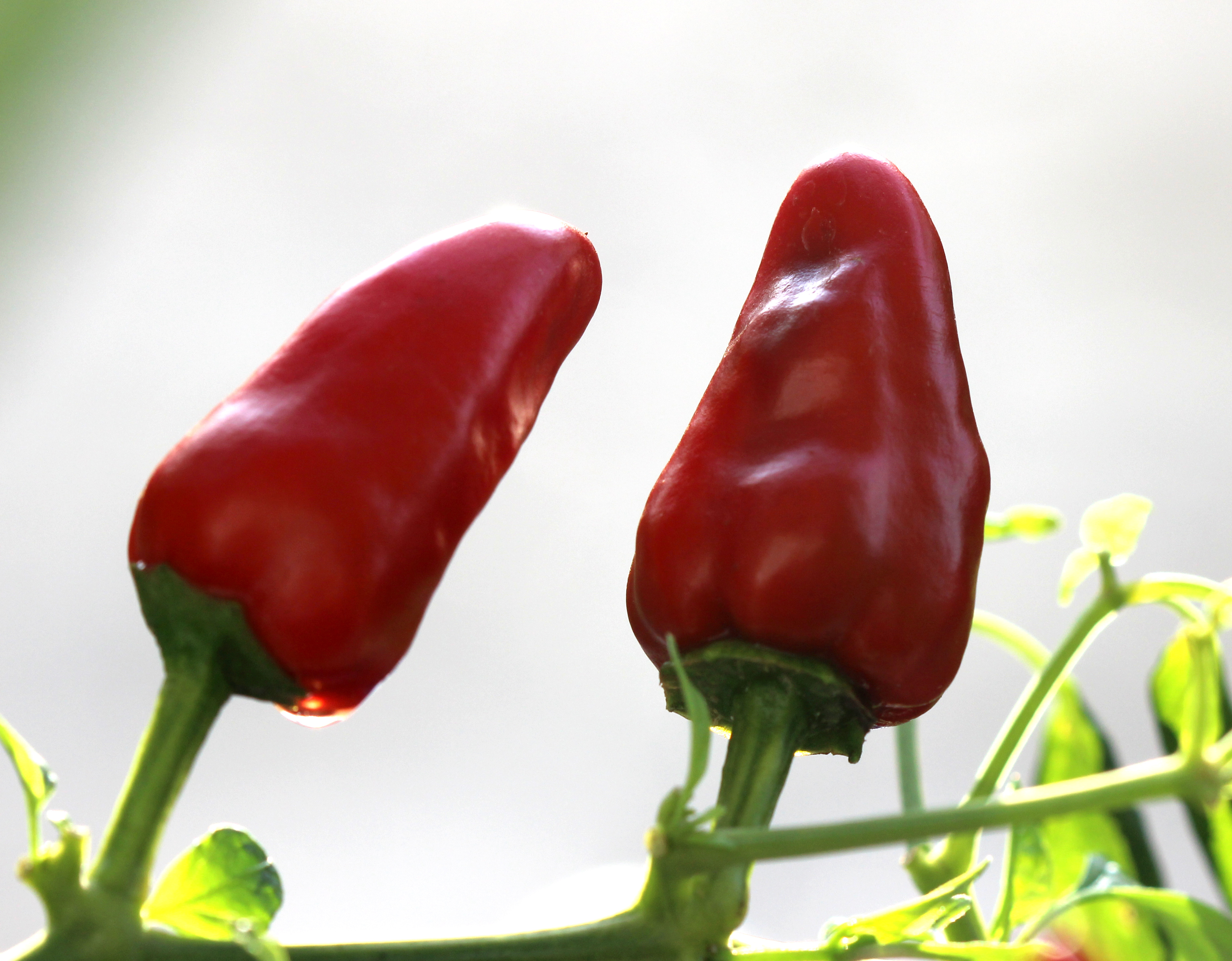
Конічний сорт Capsicum annuum під назвою "Chao Tian Jiao"

Обернений до неба перець (кит.: 朝天椒; піньїнь: cháotiānjiāo, також відомий як кит.: 指天椒; піньїнь: zhǐtiānjiāo, що означає «перець чилі, спрямований до неба») — тип конічного, середньогострого перцю чилі в межах виду Capsicum annuum.  Походить з Центральної Америки. 

## Таксономія
Іноді позначається як різновид Capsicum annuum var. conoides.  

## Опис

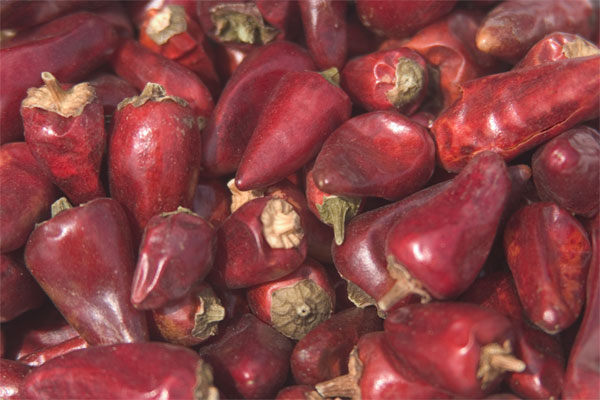
Сушений перець чилі

Обернений до неба перець відрізняється конусоподібною формою і темно-червоним кольором зрілих плодів. 

## Використання
Вважається одним із найвідоміших китайських чилі у світі. Історичні джерела описували їх як «надзвичайно гострі», хоча смак, ймовірно, змінився з часом. 